# Heinz Peter Kämmerer

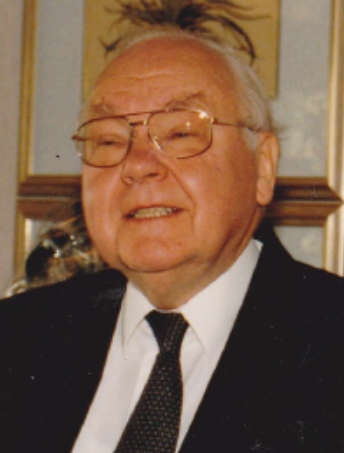
Heinz Peter Kämmerer

Heinz Peter Kämmerer (* 1. August 1927 in Weimar; † 3. Juni 2017 in Tecklenburg) war ein deutscher Chirurg.

## Leben
Heinz Kämmerer wurde als Sohn von Alfred Richard Kämmerer geboren (Oberingenieur der Firma Mix & Genest; ermordet am 6. Mai 1945 während des Prager Aufstands als ziviler Gast eines Prager Hotels) und Ella Rosa Meier in Weimar geboren. Seine Jugendzeit verbrachte er in Dresden, wo er das 1945 zerstörte Realgymnasium Dreikönigsschule besuchte. Im Frühjahr 1945 wurde er von der Kriegsmarine eingezogen und kam schließlich in englische Gefangenschaft. Nach seiner Entlassung 1947 zog er zum Studium nach Göttingen.

## Werdegang
Heinz Kämmerer studierte von 1947 bis 1952 Medizin an der Georg-August-Universität Göttingen. Nach einer anfänglichen Tätigkeit (1953) als Assistenzarzt übernahm er die Stelle eines Oberarztes an der Georg-August-Universität Göttingen und wurde schließlich zum apl. Professor dieser Universität berufen.
Sein wissenschaftlicher Schwerpunkt galt der Erforschung und medizinischen Anwendung von Tetracyclin, das Ködern als Impfstoff gegen Tollwut bei Füchsen beigesetzt wurde.
1974 trat er die Stelle des Chefarztes des evangelischen Krankenhauses in Lengerich (Westfalen) an. Turnusmäßig arbeitete er abwechselnd mit Otto Lange (Chefarzt der Inneren Medizin) als ärztlicher Direktor dieses Krankenhauses.
Er war maßgeblich an der Konzeption des Neubaus des evangelischen Krankenhauses in Lengerich beteiligt. Bis zu seiner Pensionierung 1992 war er Chefarzt der chirurgischen Abteilung des Krankenhauses, der jetzigen Helios Klinik Lengerich.

## Privates
Er heiratete 1961 Anna Katharina Irmgard Schnitzerling. 1974 zog er mit seiner Familie zuerst nach Lengerich (Westf.), um ab 1980 seine neue Heimat schließlich in Tecklenburg (Westf.) zu finden.

## Schriftenverzeichnis (Auswahl)
- G. Bothmann, Wilhelm Eger, Heinz Kämmerer: Experimentelle Beiträge zur Tetracyclinablagerung in den Zähnen. In: Dtsch. Zahnärztliche Zeitschrift, 828–839, Köln 1965.
- Wilhelm Eger, Günther Fuchs, Heinz Kämmerer: Beiträge zum Verhalten von Knochentransplantaten, untersucht am Dünnschliff nach Tetracyclin-Markierung. In: Langenbecks Arch., 307, 338, Göttingen 1964.
- Wilhelm Eger, F. Götz, Heinz Kämmerer: Herstellung von Dünnschliffen aus Knochen und Weichgewebe nach Markierung mit Tetracyclinen. In: Langenbecks Arch., 306, 205, Göttingen 1964.
- Heinz Kämmerer: Die Markierung des Knochenstoffwechsels durch Antibiotica der Tetracyclingruppe. Göttingen 1965.
- Heinz Kämmerer, Günther Fuchs, Wilhelm Eger, Eberhard Koch: Enterocolitis-Häufigkeit und Antibiotica (Chir. Klin. u. Path. Inst., Univ., Göttingen u. Med. Klin., Univ., Gießen.). In: Chirurg, 36, 1965, S. 448–451.
- Günther Fuchs, Heinz Kämmerer: Klinische Erfahrungen mit dem neuen Tetracyclinabkömmling Reverin. (Clinical tests of the new tetracycline derivative reverdin), Med. Klin. 54: 260-4, 1959.